# Чагаси
Чага́си (чув. Чакаҫ) — деревня в Канашском районе Чувашской Республики. Административный центр Чагасьского сельского поселения.

## География
Находится в центральной части Чувашии, на расстоянии приблизительно 7 км на юго-запад по прямой от районного центра города Канаш.

## История
Известна с 1795 года, когда здесь было 20 дворов и 94 жителя. Основана переселенцами с Арской даруги Казанского уезда еще до XVIII века. В 1858 году был учтен 191 житель, в 1897—330, в 1906 — 81 двор, 399 жителей, в 1926—111 дворов, 559 жителей, в 1939—476 жителей, в 1979—879. В 2002 году было 238 дворов, в 2010—236 домохозяйств. В 1931 году образован колхоз «Чагась», в 2010 году действовало ООО «Канаш».

## Население
Постоянное население составляло 766 человек (чуваши 98 %) в 2002 году, 755 в 2010.